# 范勇
范勇（1969年7月—），男，中华人民共和国外交官，曾任中华人民共和国驻亚美尼亚共和国特命全权大使，现任中华人民共和国驻博茨瓦纳共和国特命全权大使。

## 生平
1991年，进入中华人民共和国外交部工作，先后在外交部礼宾司、驻丹麦大使馆、驻芬兰大使馆任职。2014年，任驻法兰克福总领事馆副总领事。2016年，任外交部礼宾司参赞，后升任礼宾司副司长。2020年10月，出任中华人民共和国驻亚美尼亚大使。2024年7月，自驻亚美尼亚大使离任。2024年8月，出任中华人民共和国驻博茨瓦纳大使。

## 家庭
已婚，有一女。